# Podcast
Een podcast is een audio-'uitzending' waarbij het geluidsbestand op aanvraag beschikbaar is door middel van webfeeds. Dankzij de introductie van draagbare mp3-spelers zoals de iPod was deze vorm van uitzenden snel populair. De term podcast is dan ook een samentrekking van iPod en broadcast (Engels voor 'uitzending').

## Geschiedenis
In het jaar 2000 publiceerde softwareontwikkelaar Dave Winer RSS 0.92, dat het mogelijk maakte om in RSS-feeds ook audiobestanden in te sluiten. De methode werd toen vooral gebruikt voor websyndicatie. Podcasts werden populair vanwege de doorbraak van breedbandverbindingen bij de consument, de komst van draagbare mp3-spelers met voldoende opslagcapaciteit en mobiele telefoon met apps voor het beluisteren van podcasts. De term 'podcasting' werd voor het eerst gebruikt door journalist Ben Hammersley in 2004. Dannie J. Gregoire adopteerde deze term, waarna Adam Curry podcasten populariseerde als iets revolutionairs.
Hoewel podcasten zich in Nederland snel ontwikkelde, is het niet zo populair geworden als in Amerika. Tijdens de begindagen was Koelcast waarmee Domien Verschuuren 50 afleveringen maakte, een van de populairste podcasts. Daarna drongen podcasts door tot de professionele wereld. De radiostations van het Nederlandse publieke omroepbestel stellen een groot aantal programma's die reeds op de reguliere radio te beluisteren zijn geweest, als podcast beschikbaar. Een van de langstlopende podcasts was Veertien-Achttien van Tom Tacken over de Eerste Wereldoorlog.

## Techniek
Bij een podcast wordt het geluidsbestand op aanvraag aangeboden door middel van webfeeds. De webfeed bevat een verwijzing naar het mediabestand. Een applicatie die dit bestand controleert op wijzigingen en geïnstrueerd kan worden om nieuwe bestanden automatisch te downloaden, heet een podcastaggregator of podcatcher. Vaak is deze functionaliteit geïntegreerd in een mediaspeler zoals iTunes. Ook zijn er podcastaggregatoren en podcast-apps voor smartphones, vaak met een gids met podcasts waarop men zich kan abonneren. Er zijn online diensten zoals Spotify waar binnen een abonnement wordt bijgehouden op welke podcasts men geabonneerd is en welke afleveringen men al beluisterd heeft.

## Auteursrechten
Voor het distribueren van auteursrechtelijk beschermde muziek gelden wettelijke regels; het aan derden beschikbaar stellen van muziek mag enkel met instemming van de auteurs.
In Nederland regelt BumaStemra de financiële afhandeling van deze rechten.
Er is ook muziek beschikbaar waarvan de rechten via een abonnement afgekocht worden. Daarnaast is er muziek met een Creative Commons-licentie voor podcasts; deze muziek wordt wel podsafe ('pod-veilig') genoemd. In sommige gevallen mag de muziek niet voor andere doeleinden gebruikt worden.

## Populariteit
Podcasts gaven radioamateurs een nieuw platform met een groter bereik. In 2005 bereikten podcasts gemaakt door hobbyisten een hoogtepunt. De opkomende concurrentie van de professionele radiomakers - met de publieke omroep voorop - marginaliseerde het aantal actieve hobbyisten.
In 2011 bood Radio 538 — onder druk van het nieuwe uitzendrechtenstelsel van Buma/Stemra — zijn populaire podcasts niet langer gratis aan, waarna veel luisteraars afhaakten. Eind augustus 2011 trok Radio 538 alle podcast-uitzendingen terug om later met podcasts voor betalende abonnees terug te komen. Het aantal downloads van 6 miljoen per jaar was tegen juni 2012 teruggelopen naar 18.000 betalende abonnees.
In Nederland staat het medium podcast vooral bekend als middel om een uitgezonden radioprogramma terug te luisteren. In de Verenigde Staten brengen veel radiostations verhalende podcasts uit met een spanningsboog en plot. Ook in Nederland zijn er verhalende podcasts, zoals de serie Toendra van Radio Doc. Deze podcast, die in maart 2015 de eerste aflevering publiceerde, is de opvolger van Plots - dat in 2013 de Zilveren Reissmicrofoon won.
In Vlaanderen is de wekelijkse podcast Mosselen om half twee van Xander De Rycke een populaire podcast met per aflevering gemiddeld 15.000 luisteraars. Op 25 februari 2014 werd de honderdste aflevering uitgezonden, een 3,5 uur durende special met als centrale gast Urbanus.

## Videopodcast
De term podcast wordt ook wel gebruikt voor televisie-uitzendingen of bestanden met beeld (videopodcast, vergelijk VODcast), die ook geschikt zijn om alleen te beluisteren. Videopodcasts zijn vaak ook als podcast (met alleen audio) beschikbaar. Soms geeft de presentator van de podcast af en toe een kleine uitleg over wat er te zien is, ten behoeve van degenen die de podcast alleen beluisteren. Grote koptelefoons en microfoons in beeld kunnen een aanwijzing zijn dat het beeld als bijkomstig wordt beschouwd.